# Leopardus guttulus
Mèo hổ phương Nam (Leopardus guttulus), hay tigrina phương Nam, (tiếng Anh: Southern Tiger Cat) là một loài mèo hoang thuộc Phân họ Mèo trong Họ Mèo. Phân bố tại miền nam và đông nam Brazil, Argentina và Paraguay, và được công nhận là một loài riêng biệt vào năm 2013. Trước đây được xét là thuộc về loài mèo đốm Oncilla (Leopardus tigrinus).